# Chaunsky (huyện)
Huyện Chaunsky (tiếng Nga: Ча́унский райо́н) là một huyện hành chính tự quản (raion), của Khu tự trị Chukotka, Nga. Huyện có diện tích 57424 kilômét vuông, dân số thời điểm ngày 1 tháng 1 năm 2000 là 11300 người. Trung tâm của huyện đóng ở Pevek.